# Kasiți

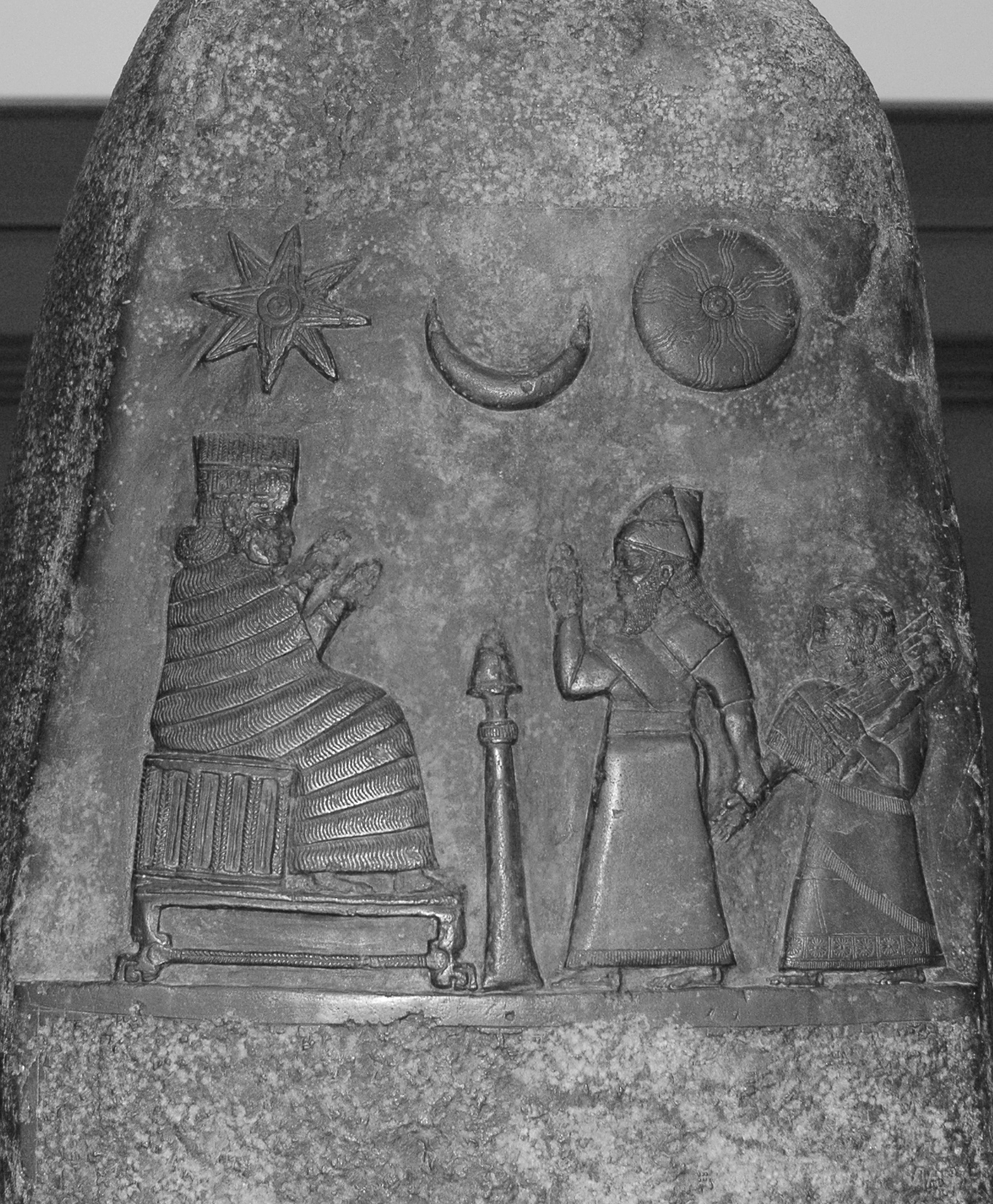
Stela regelui kasit Melișipac al II-lea (în centru), care își prezintă fiica (la dreapta) zeiței Nanaya (așezată pe tron). Muzeul Luvru.

Babilonia în timpurile kasiților.

Kasiții au fost o populație din Orientul Apropiat antic (menționată în izvoarele antice încă de la sfârșitul mileniului al III-lea î.Hr.), care a controlat Babilonul după căderea Vechiului Imperiu Babilonian între anii 1595 î.Hr. și până la 1155 î.Hr. (fiind înlăturați de a doua dinastie din orașul Isin). Dinastia kasită și-a stabilit reședința inițial la Babilon, iar mai târziu în orașul nou-construit Dur-Kurigalzu.
Numele adevărat al kasiților era probabil Galzu, deși în texte apar menționate și numele Kassi, Kassu, Kasi și Kashi. Ei atacă pentru prima oară Babilonul în timpul domniei regelui Samsuiluna (cca.1749-1711 î.Hr.), fiul și succesorul lui Hammurabi (cca.1792-1749 î.Hr.), dar sunt respinși cu succes.